# Tiassalé (département)
Le département de Tiassalé est un département de Côte d'Ivoire, portant le nom de son chef-lieu, la ville de Tiassalé. 